# ليوناردو (لاعب كرة قدم)
ليوناردو (بالبرتغالية: José Leonardo Ribeiro da Silva‏) هو لاعب كرة قدم برازيلي في مركز الدفاع، ولد في 8 فبراير 1988 في ساو باولو في البرازيل. لعب مع لوس أنجلوس غلاكسي ونادي ساو باولو ولوس انجلوس غالاكسي 2 وToledo Esporte Clube ‏.

## وصلات خارجية
- ليوناردو على موقع الدوري الأمريكي (الإنجليزية)
- ليوناردو على موقع قاعدة بيانات كرة القدم.إي يو (الإنجليزية)
- ليوناردو على موقع Soccerbase.com (لاعب) (الإنجليزية)
- ليوناردو على موقع Soccerway.com (الإنجليزية)
- ليوناردو على موقع عالم كرة القدم.نت (الإنجليزية)
- ليوناردو على موقع AS.com (الإسبانية)